# 古罗马浴场

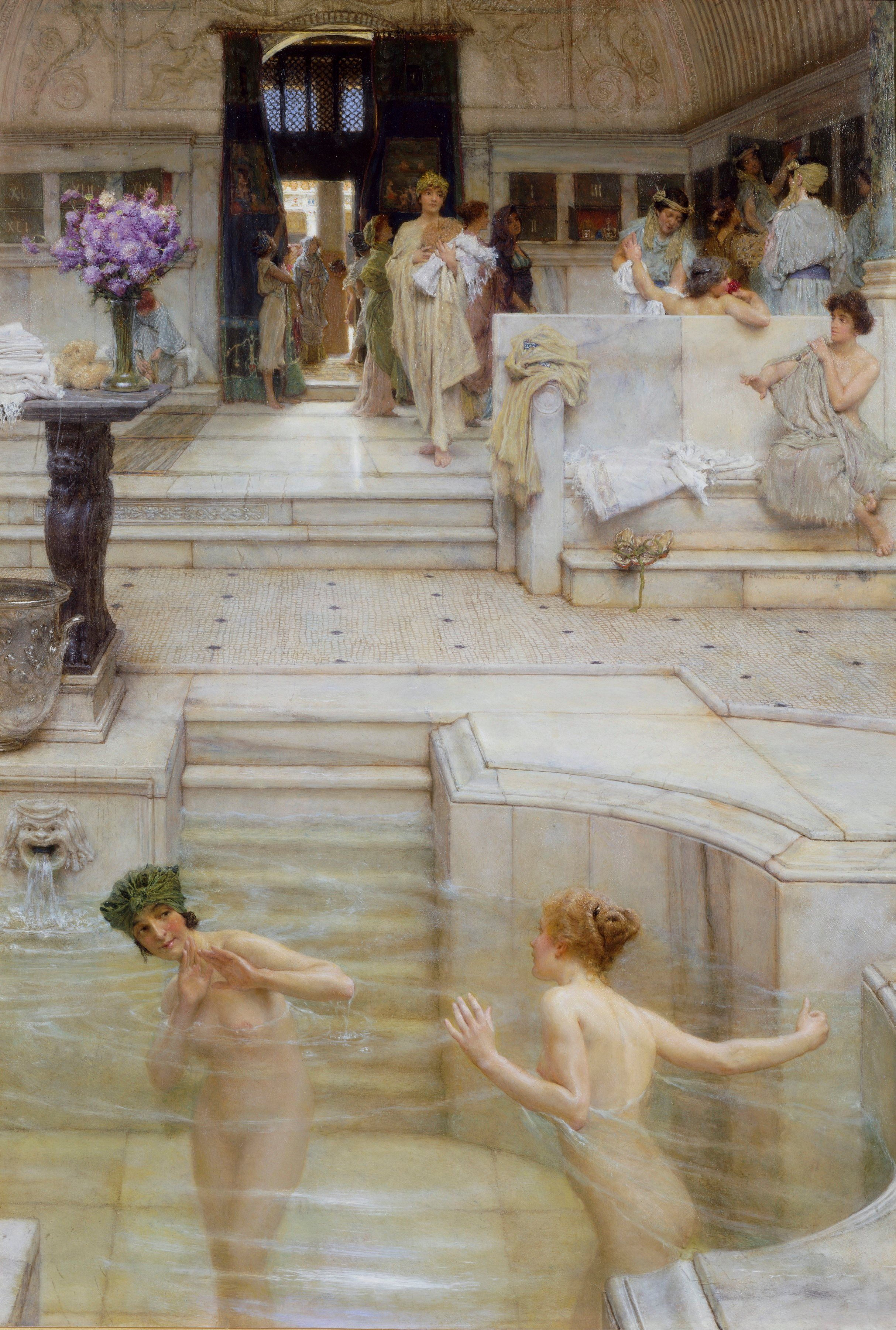
畫家筆下的罗马浴场

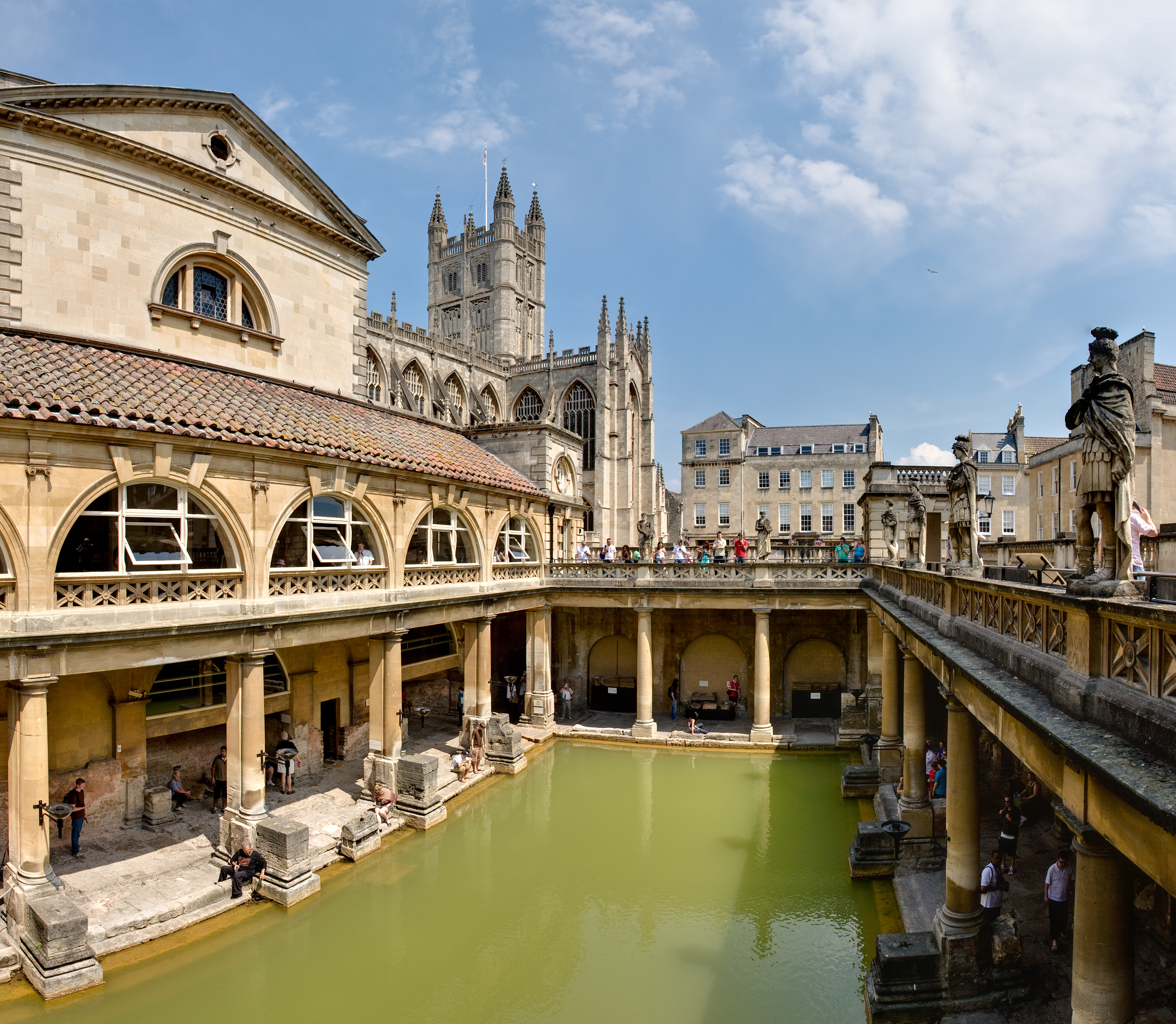
位于英格兰薩默塞特郡巴斯的罗马浴场，石柱基座以上的建筑部分是后来重建的。

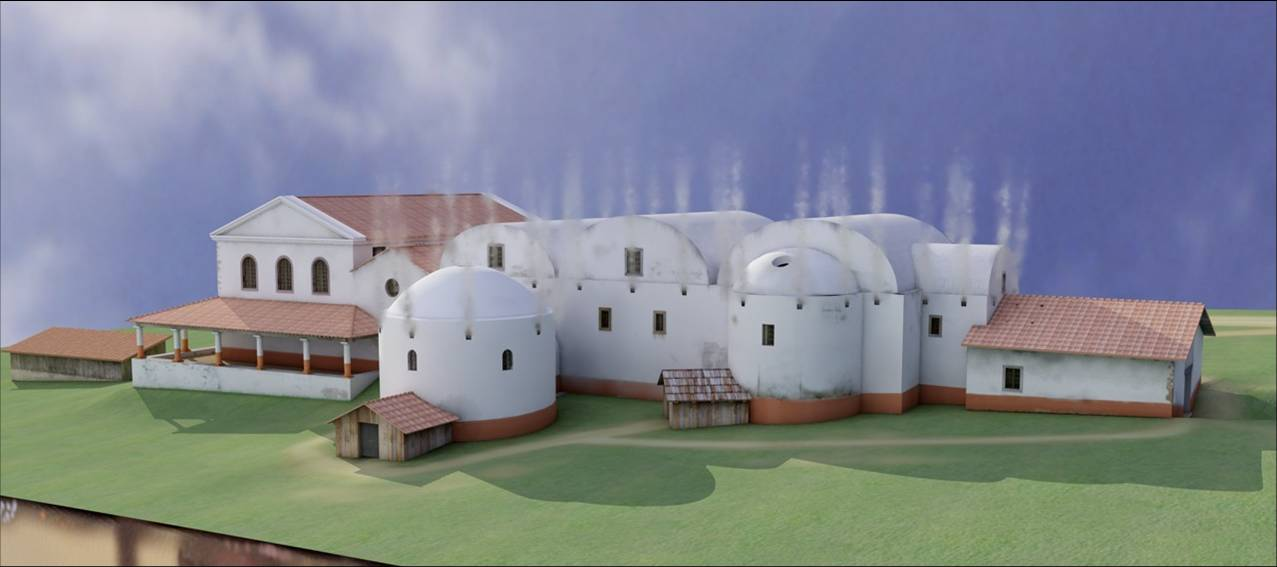
使用了激光扫描技术所得的数据制作的位于德国魏森堡的古罗马浴场的模拟复原图。

在古罗马，公共浴场（拉丁語：thermae，源自古希腊语的，意为“热”；或，古希腊语为）是常见的建筑，为市民提供洗浴的去处。更偏指大型的皇家公共洗浴设施，而则一般指数量众多的规模小一些的公共或私人浴场。
大多数的古罗马城市里都有至少一个公共浴场，有时不止一个。公共浴场不仅是大众洗浴的地方，也是主要的社交场所之一。同时在豪华的私人住宅中也会建有浴室。浴场的用水通常来自附近的河流，或者专门挖凿的水道。浴场用水流到热水浴室之前会在专门的空间中被柴火加热。古罗马的建筑师和工程师维特鲁威在他的建筑学论著《建筑十书》（De Architectura）中提到了古罗马浴场的设计。

## 词源
“公共浴场”在拉丁语中有若干种表示方法：Thermae, balneae, balineae以及balneum。这几个词原意有所不同，但在古代文献中经常被串用，以致词义变得相同了。
“Balneum”或“balineum”源自古希腊语的“βαλανείον”，原义是浴盆或洗浴用的器皿，是古罗马人家中常备的用具。后来延伸为放置浴盆的房间。其小词形式“balneolum”曾被塞內卡用来指老西庇阿在利特隆的别墅中的浴室，并用来形容共和国时期的浴室相比于当其时代豪奢样式的简朴。然而，当私人的浴室也逐渐变得豪华，从单个房间变为数个房间连通之后，复数形式的“balnea”或“balinea”的表达也出现了。但这两个词也仅用于描述私人的浴室。西塞罗在描述其弟昆图斯的别墅时将其中的浴室称为“balnearia”。而“Balneae”以及“balineae”，根据马尔库斯·特雷恩蒂乌斯·瓦罗的说法，只用于复数，才是指公共的浴场。然而，这些微小的差别在后来很多的作家作品中被忽略了，特别是在诗作中。由于“balneae”无法出现在六步格的诗中，“balnea”常常被用作复数，来表示公共浴场之意。小普林尼也将“balnea”作为公共浴场，而用“balneum”表示私人浴室。
至于“Thermae”一词，它来自古希腊语的形容词“thermos”，意为“热”。它确切的意思是“温泉”或温水浴，但后来被用来指帝国时期兴建的，包含了古希腊体育馆中各类设施场所以及专门的洗浴用建筑的大型洗浴场所，而区别于共和国时期的浴场。然而，在后来的作者笔下，“Thermae”与“balneae”已经不再有区别。因此，克勞狄一世时期兴建的公共浴场被斯塔提乌斯称为“balnea”，而马提雅尔则称其为“Etrusci Thermulae”。

## 建筑结构

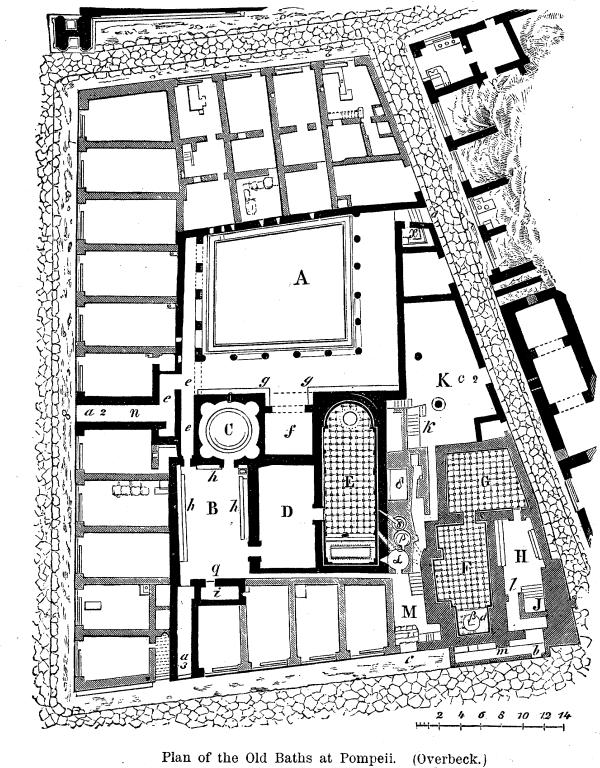
庞贝古城的公共浴场的平面图

古罗马的公共浴场一般有三个主要部分：热水浴室（caldarium）、温水浴室（tepidarium）和冷水浴室（frigidarium）。有些公共浴场还有蒸汽浴室：湿蒸气浴（sudatorium）和干蒸气浴（laconicum，类似于现在的桑拿）。
以下文章中以庞贝古城广场旁边的“老浴场”为例。“老浴场”是古罗马浴场中保存最为完整的浴场之一。右图是浴场地面首层的平面图。
浴场的整个建筑由两套浴池组成，一组为男浴池，另一组为女浴池。居民可以由六个入口进入浴场，其中一个入口（入口b）只能进入女浴池，而另外五个入口则只能进入男浴池的部分。五个进入男浴池的入口中，有两个入口（c 和c2）直通烧火房，而另外三个入口（a、a2 和a3）则通向浴池。

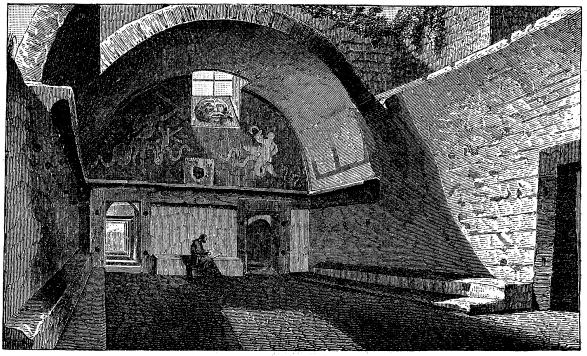
更衣室
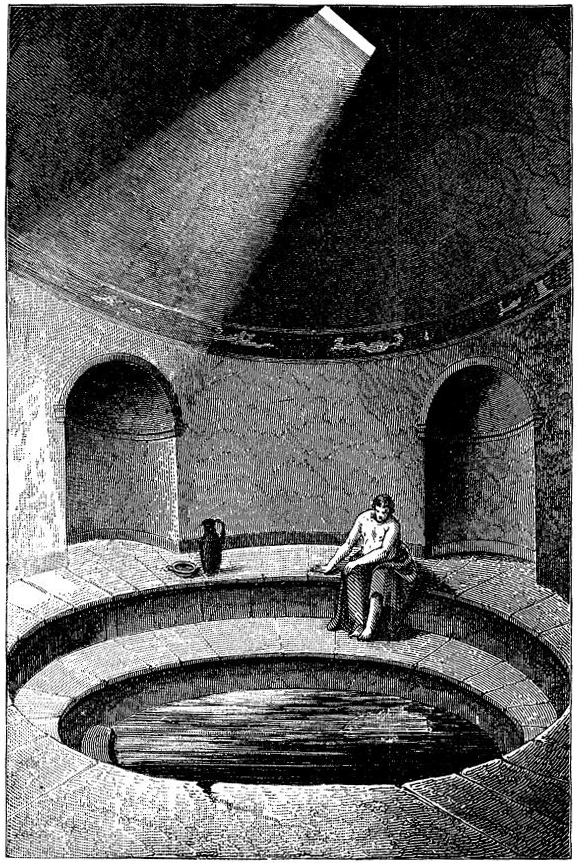
冷水浴室
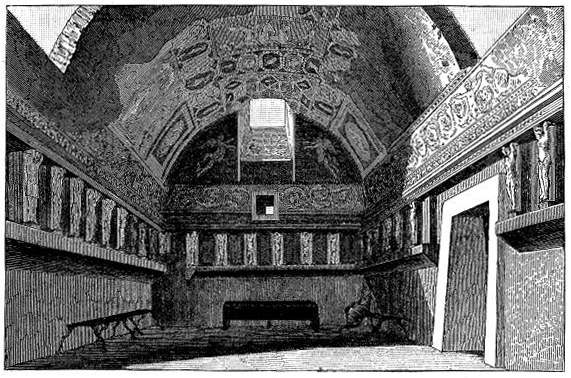
温水浴室
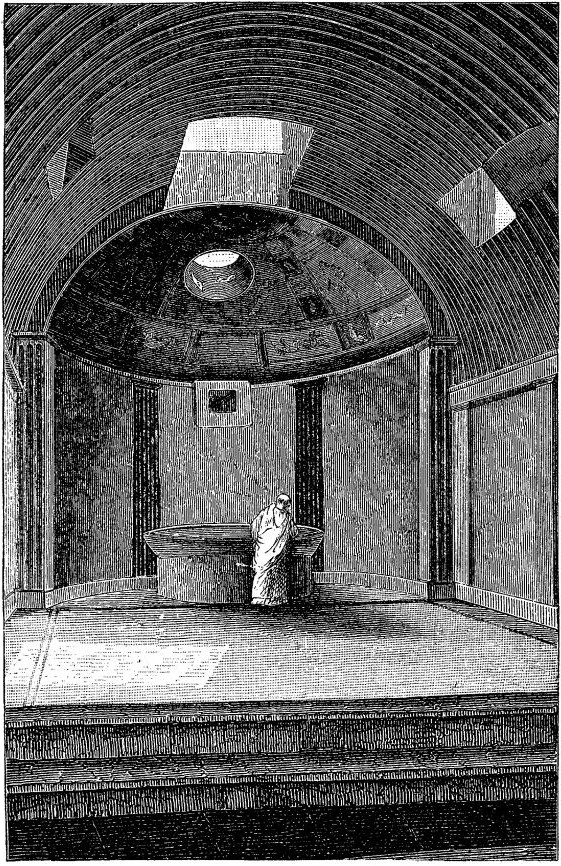
热水浴室
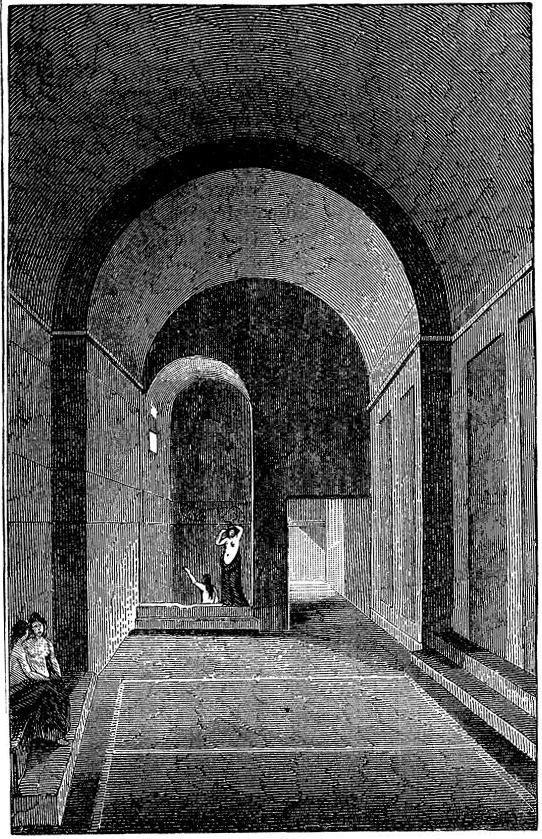
女浴池
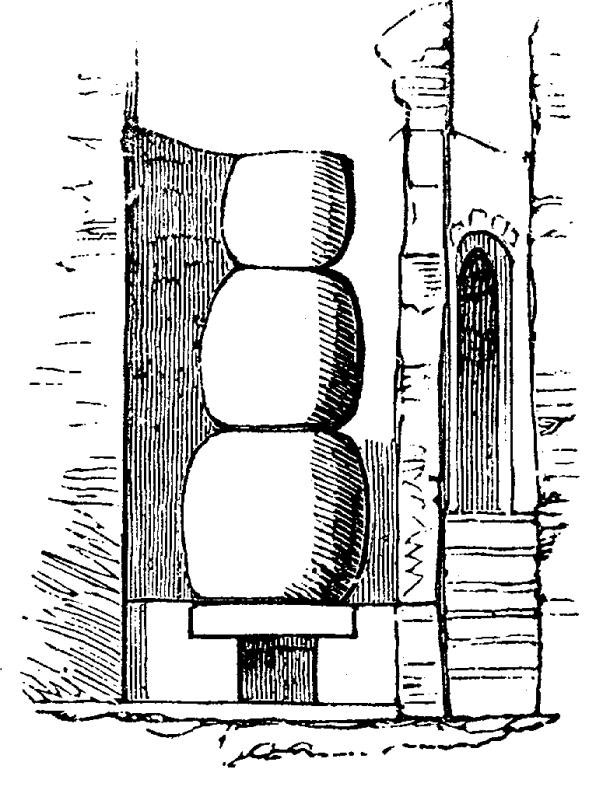
烧水炉

### 中庭
主要的入口a 位于平面图的右上角处。从入口a 走入浴室，沿台阶往下，首先见到的是左侧用作厕所的一个小隔间（x）。继续向前，就来到封顶（不露天）的门廊。门廊呈“C”型三面环绕着露天的中庭A。中庭和门廊共同构成了浴场的前厅，也是侍者等待的地方。
中庭是前来洗浴的年轻男子锻炼的地方，也可能是供来浴场游玩的人散步之处。此外，中庭也是浴场的管理人员向洗浴的人收取一昆德仑（Quadrans，古罗马硬币，铜质）的洗浴费用的地方。从门g 向裡面走就来到房间f。房间f 有可能也是门廊的一部分，但更可能是为了方便富裕阶层等待他们的朋友或同伴出來而设立的谈话室。房间入口一侧有座椅，墙上则贴有剧场的广告或与公共话题有关的布告。在遗址中找到了仍遗留在墙上的一个角斗士表演的广告。

### 更衣室与冷水浴室
从门廊经由走道e可以到达所谓的更衣室（Apodyterium，房间B）。更衣室其实是给前来洗浴的人脱衣的房间。所有的人来洗浴前都要在更衣室里见面，脱去衣物，而脱去的衣服自有专门的奴隶负责看管照料。更衣室内空间很大，两侧靠墙的地方各有石制的座位。墙上有若干个洞孔，原来的用途应该是放置挂衣服用的木桩。房间的采光使用的是玻璃窗户和六扇通向不同地方的房门。房门之一是通向温水浴室（Tepidarium，房间D），另一个通向冷水浴室（Frigidarium，房间C）。冷水浴室中有冷水浸浴池，以白色大理石砌成，与地面用两级台阶相连。有些冷水浴池同时也作为游泳池使用。

### 温水浴室
温水浴室（D）并不像其字面上的解释，是提供温水沐浴的浴室。温水浴室中只是充满了温热的空气，以使洗完冷水浴的沐浴者在进入热水浴室之前可以适应水汽的温度，同时，也使得沐浴者从热水浴室出来后不会马上进入寒冷的室外空气之中。在庞贝古城的浴场中，这个房间也是洗热水浴的人的更衣室。温水浴室四周的靠墙的地方都有长凳，而墙上都有一排内凹的格子，是用来盛放沐浴者随身的衣物或其他物件的。这些格子之间是用一种很特别的立柱（atlas）隔开的。这种立柱的形状是一个赤裸的男子上半身的雕塑，以头部顶着绘有丰富图案和装饰图形的檐口。
在庞贝古城浴场的温水浴室里，墙边的长凳是以青铜制成，靠着隔壁的房间里的供暖热坑（古罗马的供暖装置，在地板和地面之间以多条立柱隔开，让热空气从间隔中流过，从而对地板加热同时不会让脏空气流入室内）和火盆让这些长凳也可以保持适合的温度。
温水浴室通常是整个浴场中装饰最为华美的房间。沐浴者一般在温水浴室中坐等进入另一个浴室，又或者往身上涂抹膏油。膏油中一般掺有各种香料。涂抹膏油的工作一般由专职的奴隶来完成，有时候是在进入热水浴室前涂抹，后时候是从冷水浴室出来，准备穿衣时涂抹。有些浴场中设了专门的房间给涂抹膏油的人。

### 热水浴室
穿过温水浴室就来到热水浴室（E）。热水浴室中镶嵌着各式图案的地板是直接位于热水炉或供暖热坑之上。四周的墙壁也是空心的，里面充满了热空气，这样热空气就围绕着热水浴室成为一个循环。浴室的一头是一个圆形的浴盆，而在另一头的则是以石台阶通往中央平台的四边形浴池。浴盆中放的是冷水，是当沐浴者要离开浴室的时候用来泼向沐浴者头部的。由于室内长期充满湿热的空气，墙壁和穹顶的装饰都比较简单。

### 蒸汽浴室
庞贝城的浴场中并没有蒸汽浴室。蒸汽浴室中的温度比热水浴室还要高，里面没有浴池，只是充满了热水蒸汽。蒸汽浴室的主要功能是焗汗。据认为蒸汽浴室是由阿格里帕引入罗马的。此外也有仅有热空气的干式蒸气室。

### 女浴池
女浴池在男浴池的旁边，规模比较小。女浴池只有一个入口（b），进入后是一个狭长的横向前厅（房间m）。从前厅再往前走就是更衣室（H）。与男更衣室一样，女更衣室的两侧墙边也有座位。女更衣室有门通向女子冷水浴室（J），进门后下四节台阶就进入室内。相对于男子冷水浴室如游泳池一般，女子的冷水浴室就小了很多。
更衣室入口的正对面就是通向温水浴室（G）的门道。这个门道也是直通热水浴室（F）的。热水浴室的尽头也是一个圆形的盛冷水的浴盆，另一侧是热水浴池。热水浴室和温水浴室的地板和地面是隔开的，墙壁上也是如同男子的热水浴室墙壁一样，是钻空的，以便热空气流动。女子的温水浴室中没有火盆，但地板和地面隔开，这与男温水浴室不同。

### 供水与供热系统

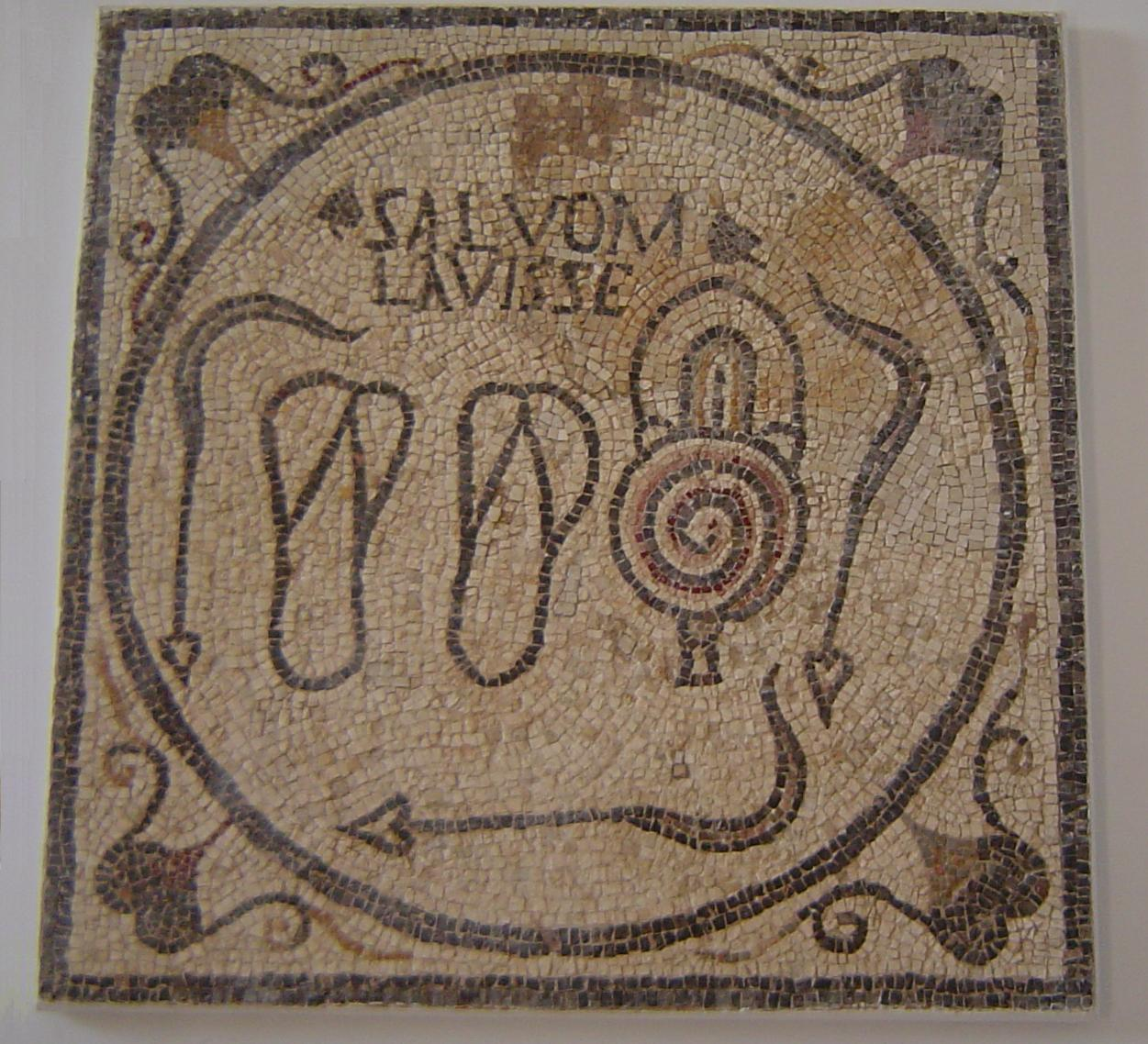
古罗马帝国阿非利加（今利比亚）的塞卜拉泰地区发现的浴场镶嵌标志，上面有一双拖鞋，三件刮身板，以及一句标语“SALVOM LAVISSE”，意为“洗浴有益”

男更衣室（B）的隔壁就是烧火炉口（房间r）。两者之间有一条狭长的通道（q），从男更衣室沿着这条通道可以走到房间M。另一方面，房间M通过入口c直通外面。这里是由烧火的奴隶负责的地方。房间M 有两个楼梯，一个向上通往浴场的屋顶，另一个则通向烧水的炉子。
烧水的炉子一共有三个。一个是负责向热水浴室供水的，烧的水最热。另一个里面烧的水是温热的。还有一个负责提供冷水。热水炉子里的水经由设在墙壁内部的管道，流向热水浴室（见平面图中男热水浴室右侧的管道）。热水浴室的地板底下是循环火炉设备（d）。循环火炉的直径超过两米，负责将水烧热，同时鼓动热空气，将其导入地板与地面之间的空间。热空气从热水炉底下进入，再从冷水炉底下出来，形成一个回路（见平面图）。热水炉位置在最下面，离炉子最近，当烧好的热水从热水炉里出来后，温水炉子里的水就进到热水炉里。温水炉就在热水炉的上方，因此有火炉和供暖热坑为其提供热量，流入热水炉的水只需稍微加热。温水炉中的流出的水则由冷水炉的水来填补。冷水炉的水则是由旁边的一个长方形储水池里凝结的水蒸气直接补充。这样就形成一个循环。庞贝城老浴场的烧水炉子已经无法找到，但它们埋在砂浆里造成的印子清晰地反映了它们的形状，三个炉子由上至下叠在火炉上，形状如同一个里程碑。